# قطعنامه ۴۷۹ شورای امنیت
قطعنامه ۴۷۹ شورای امنیت سازمان ملل متحد که در تاریخ ۲۸ سپتامبر ۱۹۸۰ یا ۶ مهرماه ۱۳۵۹ تصویب شد، سندی بین‌المللی دربارهٔ ایران-عراق است. این قطعنامه طی نشست ۲٬۲۴۸ام با ۱۵ موافق، ۰ مخالف و ۰ ممتنع تصویب شد. شورا پس از یادآوری به کشورهای عضو در مورد عدم استفاده از تهدید و زور در روابط بین‌الملل، از ایران و عراق خواست فوراً هرگونه استفاده بیشتر از زور را متوقف کنند و اختلاف خود را از طریق مذاکره حل و فصل کنند. قطعنامه از هر دو کشور خواست تا هرگونه پیشنهاد مناسب میانجیگری را بپذیرند و از کشورهای عضو خواست از انجام اقداماتی که ممکن است منجر به تشدید بیشتر تنش‌ شود، خودداری کنند. شورا از دبیرکل ستایش کرد و از او خواست ظرف ۴۸ ساعت به شورای امنیت گزارش دهد. عراق فورا این قطعنامه را قبول کرد ولی مسیولین ایران  آنرا نپذیرفتند. تصویب قطعنامه بعدی  قطعنامه ۵۱۴ شورای امنیت  تا جولای ۱۹۸۲ بطول انجامید.

## تصویب

### پیشینه
این قطعنامه در وضعیتی صادر شد که اعضای کنسولگری و سفارت آمریکا در ایران، در گروگان نیروهای خط امام بودند و دولت ایران نیز از گروگان‌گیرها دفاع می‌نمود. از همین رو، دولتمردان آمریکا، علیه ایران، جنگ روانی بزرگی را آغاز کرده بود و شورای امنیت نیز، جوی علیه ایران را گرفته بود.
همچنین در اول مهر ۱۳۵۹ و دور روز پس از آغاز جنگ ایران و عراق، بیانیه‌ای از سوی شورای امنیت منتشر شد. در این بیانیه، آمده بود که دو طرف باید از اعمال خشونت بر ضد همدیگر جلوگیری کنند و در راستای تحقق صلح کوشا باشند. در پاسخ به این بیانیه، صدام از آتش‌بس استقبال کرد. در همین حال، خاویر پرز، دبیرکل وقت سازمان ملل درخواست کرد که شورا به صورت جدی‌تری به مسئله جنگ بپردازد.
عصمت کتانی، معاون سابق دبیرکل سازمان ملل در امور هماهنگی سازمانهای تخصصی، که در این زمان، نماینده عراق در سازمان ملل بود، در جلسه شورای امنیت در ۲۶ ماه سپتامبر شرکت و از پایبندی عراق به اصول عدم مداخله در امور داخلی کشورها و احترام به حاکمیت ملی و حفظ صلح و امنیت بین‌المللی سخن گفت .. وی تأکید کرد: «به هیچ وجه، قصد ادامه جنگ را ندارد… به شرط آنکه ایران نیز این اصول را تأیید و به آنها عمل کند». وی از شورای امنیت خواست تا در صورت تمایل به صدور قطع‌نامه ای دربارهٔ جنگ ایران و عراق، به وزیر خارجه عراق فرصت دهد برای بیان نظرهای دولت متبوع خود به نیویورک سفر کند. دو روز بعد، وی در جلسه‏ ۲۸ سپتامبر شورای امنیت حضور یافت که در آن، قطع‌نامه ۴۷۹ به تصویب رسید.

### جلسه شورای امنیت
به‌درخواست نمایندگان نروژ و مکزیک (که از اعضای غیر دائم شورا بودند) جلسه شورا برای رسیدگی به جنگ ایران و عراق تشکیل شد. در جریان تصویب این قطعنامه، نماینده ایران حضور نداشت و نماینده عراق، مستقیماً سخنان صدام را از بغداد تکرار می‌کرد. نماینده عراق در این جلسه اذعان داشت که به دنبال صلح با ایران در صورت رسیدن به توافقی مناسب است. این سخنرانی صدام در جلسه شورا، تأثیر مثبتی برای عراقی‌ها در متن این قطعنامه داشت.
در نتیجه این جلسه، قطعنامه پیشنهادی مکزیک به رای گذاشته شد. این قطعنامه در نتیجه رای‌گیری به تصویب رسید. قطعنامه ۴۷۹ شورای امنیت سازمان ملل متحد در تاریخ ۲۸ سپتامبر ۱۹۸۰ یا ۶ مهرماه ۱۳۵۹ تصویب شد. این قطعنامه طی نشست ۲٬۲۴۸ام با ۱۵ موافق، ۰ مخالف و ۰ ممتنع تصویب شد.

## متن قطعنامه
در متن این قطعنامه ۵ بند مورد اشاره قرار گرفته بود:
1. شورای امنیت سازمان ملل از ایران و عراق می‌خواهد تا فی‌الفور از استفادهٔ بیشتر از زور دست بردارند و اختلافات خود را با روش‌های صلح‌آمیز طبق اصول عدالت و قوانین بین‌المللی حل نمایند.
2. شورای مصرانه از هر دو طرف می‌خواهد هر گونه پیشنهاد مناسب برای میانجیگری یا مصالحه را بپذیرند یا به آژانس‌ها یا ترتیبات منطقه‌ای یا دیگر ابزارهایی منتخب خودشان که بتواند تعهدات منشوری آن‌ها را تسهیل نماید متوسل شوند.
3. شورای از دیگر کشورها می‌خواهد که نهایت خویشتن‌داری را پیشه کنند و از انجام هر کاری که منجر به افزایش و گسترش درگیری گردد خودداری نمایند.
4. شورای از تلاش‌های دبیرکل و پیشنهاد وی برای ارائهٔ مساعی جمیله به منظور حل این بحران پشتیبانی می‌کند.
5. شورای از دبیرکل می‌خواهد تا پس از چهل و هشت ساعت به شورای امنیت گزارشی ارائه نماید.

## واکنش طرفین

### عراق
عراق بلافاصله این قطعنامه را پذیرفت و از طی نامه‌ای رسمی از شورای امنیت تشکر نمودند.
صدام حسین در نامه به دبیرکل، ضمن اعلام پذیرش قطع‌نامه، آمادگی خود را برای پیروی از آن به شرط پذیرش طرف ایرانی، ابراز کرد و: «موضع ما دقیقاً، بر اساس روح قطع‌نامه‏ ۴۷۹... است».
سعدون حمادی، وزیر خارجه عراق، در سخنرانی خود در مجمع عمومی سازمان ملل در ۳ اکتبر سال ۱۹۸۰ (۱۱ مهر ماه سال ۱۳۵۹) با اشاره به موافقت عراق با قطع‌نامه‏ ۴۷۹ و مخالفت ایران با آن، بنابر اصل تکرار در اعلام مواضع در مجامع بین‌المللی، جمهوری اسلامی را به توسعه طلبی و نقض مقررات بین‌المللی متهم کرد. همچنین، با بیان تاریخچه ای از آنچه تمایلات توسعه طلبانه ایران در زمان شاه و پس از پیروزی انقلاب خواند، ۴ سپتامبر سال ۱۹۸۰ (۱۳ شهریور ماه سال ۱۳۵۹) را روز آغاز جنگ اعلام کرد و افزود، نیروهای عراق در اجرای حق دفاع از خود ناگزیر شدند به اشغال زین القدس (ارتفاعات میمک) شده است. بر پایه قرارداد ۱۹۷۵ بین ایران و عراق قرار بود بخشی از منطقه میمک و ارتفاعات آن به همراه زین‌الکش و سیف ابوعبیده به دولت عراق واگذار شود. سعدون حمادی در قسمت دیگری از سخنان خود، با ادعای نقض توافق‌نامه الجزایر در حرف و عمل از سوی ایران، اقدام نظامی عراق علیه ایران را دفاع پیش‌گیرانه خواند.

#### آتش‌بس یکطرفه عراق
شورای فرماندهی انقلاب عراق که در سیاست تصرف ۶ روزه خوزستان شکست خورده بود، اعلام کرد که به خاطر این قطعنامه، حاضر است آتش‌بس یکطرفه اعلام نماید به شرطی که ایران به مفاد یک صلح پایبند باشد. در اطلاعیه این شورا آمده است: رئیس‌جمهور و فرمانده کل نیروهای مسلح عراق به نیروهای ارتش دستور داده است از سپیده دم یکشنبه ۵ ماه اکتبر (به مدت سه روز) عملیات نظامی را در زمین، هوا و دریا قطع کنند. در ۶ اکتبر، ابلاغیه رسمی عراق به سازمان ملل ارسال شد که در آن گفته شده بود، آتش‌بس از سوی عراق اعمال می‌شود و با نقض یکی از بندهای زیر، این آتش‌بس ملغی خواهد شد:
1. هر گونه عملیات نظامی علیه نیروهای مسلح عراق از جمله عملیات شناسایی به هر شکل و هر کجا انجام شود؛
2. ادامه یافتن اظهارات علیه آتش‌بس و نفی مذاکره که از سوی رهبران سیاسی و نظامی ایران بیان شود؛
3. تمرکز بیشتر نیروهای نظامی طی مرزهای عراق یا در خط آتش بین نیروهای مسلح دو طرف؛
4. در زمان انقضای آتش‌بس کنونی، عالی‌ترین مقام مسئول ایران اعلامیه‌ای صادر کند که به صراحت، از پذیرش آتش‌بس و انجام فوری مذاکرات را با هدف محترم شمردن حقوق عراق و ملت عرب و تصویب قانونی و عملی آن نشان دهد.

ایران نسبت به این آتش‌بس موضعی نگرفت و عملاً این آتش‌بس اجرایی نشد.

### ایران
مقامات و رسانه‌های ایرانی به متن این قطعنامه معترض بودند. آنها معتقد بودند که در این قطعنامه به متجاوز بودن عراق هیچ اشاره‌ای نشده است. همچنین ایرانی‌ها معتقد بودند که در این قطعنامه هیچ دربارهٔ ترک خاک ایران توسط نیروهای اشغالگر عراقی و به نوع آتش‌بس اشاره‌ای نشده است. از دیدگاه مقامات ایرانی، تا زمانی که عراق، کشور ایران را ترک نکرده است، پذیرش قطعنامه معنایی نداشت. دیگر اعتراض رسانه‌های ایرانی، استفاده از عبارت «وضعیت» به جای «تجاوز» بود. رسانه‌ها معتقد بودند که عراق مرتکب تجاوز به ایران شده و باید این متن در قطعنامه مورد اشاره قرار می‌گرفت. به عقیده رسانه‌های ایرانی، این قطعنامه مجوزی برای ادامه جنگ توسط عراق بود و باعث شتاب‌گرفتن پیشروی عراق در خاک ایران شد. برخی از رسانه‌های ایران، زمان بد صدور قطعنامه را مورد نقد قرار دادند. به عقیده آنها، هرگاه ایران به پیروزی دست می‌یافت یا قصد حمله به عراق را می‌گرفت، با قطعنامه، از ان جلوگیری می‌شد.
در واکنش رسمی مقامات ایرانی، به حمله تجاوزکارانه عراق اشاره شده بود و ایران را ناگزیر از دفاع گزارش کردند. مقامات ایرانی همچنین عراق را به نقض قرارد اد ۱۹۷۵ الجزایر محکوم کردند. محمدجواد ظریف دربارهٔ این قطعنامه، آن را «لکه ننگین همیشگی در تاریخ شورای امنیت» خواند و ضعف آن را عدم اشاره به عقب‌نشینی متجاوز دانست.

### شورا و سازمان ملل
با عدم پذیرش قطعنامه توسط ایران، تا مدتها، شورا و سازمان ملل در سکوت بودند و هیچ‌گونه قطعنامه یا بیانیه دیگری دربارهٔ این جنگ، نداشتند. جلسه بعدی شورا در تاریخ ۱۲ ژوئیه ۱۹۸۲ برگزار شد که منجر به صدور قطعنامه ۵۱۴ گردید.